# Joseph Lohmann
Franz Joseph Lohmann (* 4. November 1799 in Brilon; † 11. April 1858 ebenda) war ein deutscher Richter und Parlamentarier.

## Leben
Joseph Lohmann besuchte das Gymnasium in Münster. Anschließend studierte er Rechtswissenschaften an der Georg-August-Universität Göttingen und der Ruprecht-Karls-Universität Heidelberg. 1818 wurde er Mitglied des Corps Guestphalia Heidelberg. 1823 wurde er Auskultator, 1824 Referendar und 1825 kommissarischer Verwalter des Justizamts in Eslohe. 1828 wurde er dort zum Justizamtmann befördert. 1838 wurde er zum Dirigenten des Justizamts in Brilon ernannt. 1839 erfolgte seine Berufung zum Land- und Stadtgerichtsdirektor in Brilon. 1850 wurde er Direktor des dortigen Kreisgerichts.
Von 1849, dem Beginn der 2. Legislaturperiode, bis 1858 saß Lohmann im Preußischen Abgeordnetenhaus. Von 1849 bis 1855 war er Abgeordneter des Wahlkreises Arnsberg 5 und von 1855 bis 1858 des Wahlkreises Arnsberg 2. Er gehörte zunächst der Centrums-Fraktion an. 1852 war er Mitbegründer der katholischen Fraktion.